# Roger Lerou
Pas d'image ? Cliquez ici

a Compétitions nationales et continentales officielles uniquement.

Roger Lerou, né le 22 avril 1890 à Arcachon (Gironde) et mort le 7 mai 1979 dans le 18e arrondissement de Paris, est un joueur de rugby à XV français devenu ensuite dirigeant de rugby à XV.

## Biographie
Il joue tout d'abord au poste de troisième ligne aile au Sport athlétique bordelais avant de rejoindre le Racing Club de France, où il est finaliste du Championnat de France de rugby à XV 1911-1912 et 1919-1920. 
Il est ensuite pendant longtemps président du Comité de sélection de la Fédération française de rugby. Il eut la haute main sur le XV de France de 1945 à 1967. Il fut surnommé "Roger La Broussaille". à cause de ses sourcils fournis.  Il était parallèlement un dirigeant influent du Racing Club de France. Il assurait des emplois intéressants aux provinciaux qui montaient à Paris. 
En dehors de sa carrière sportive, il occupe l'emploi de négociant en vin.

## Palmarès et distinctions personnelles
- Finaliste du championnat de France en 1912 et 1920
- Nommé Gloire du sport.